# Tubérculo genital

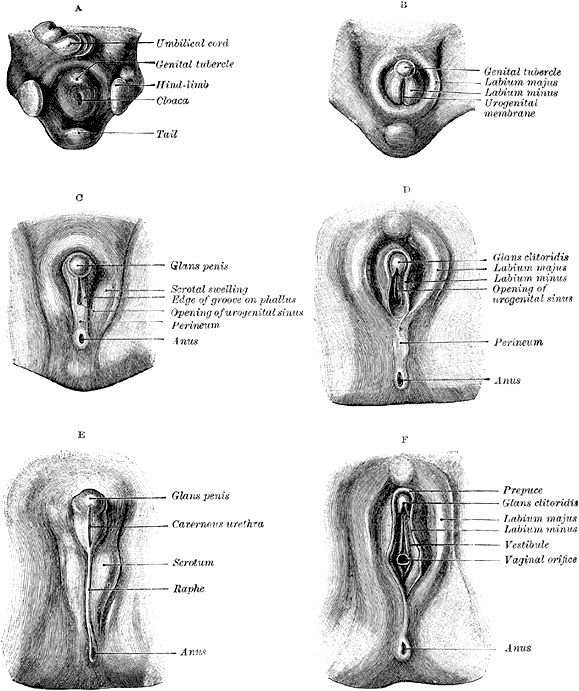
Estádios de desenvolvimento dos órgãos sexuais externos no homem e na mulher

Um tubérculo genital é uma massa de tecido presente durante o desenvolvimento do sistema reprodutor. Forma-se na região ventral caudal do embrião dos mamíferos em ambos os sexos e posteriormente dá origem ao falo primordial. Na gestação humana, o tubérculo genital desenvolve-se por volta da 4ª semana de gestação e à 9ª semana já é possível reconhecer um clitóris ou um pénis.